# Нижне-Темносмречинске-Плесо
Ни́жне-Темносмречинске-Плесо (Нижне-Темносмречиновске-Плесо; словац. Nižné Temnosmrečinské pleso, пол. Niżni Ciemnosmreczyński Staw, нем. Unterer Smrečiner See, венг. Alsó-Szmrecsini-tó) — проточное горное озеро у польско-словацкой границы в национальном парке Татры на севере Словакии в исторической области Спиш. Является третьим по площади водной поверхности и первым по глубине горным озером Словакии. Относится к бассейну реки Ваг.

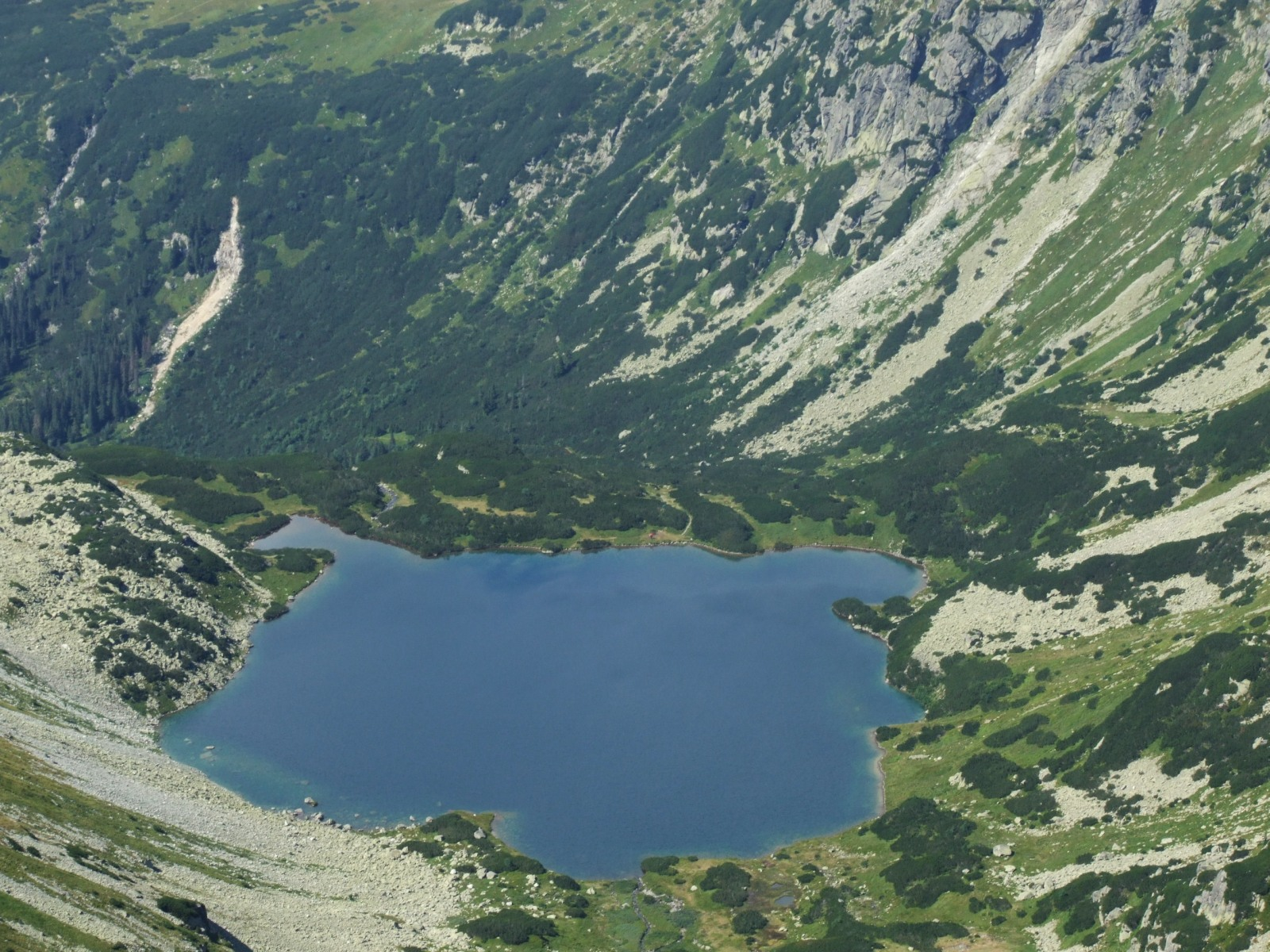
Вид на озеро с юго-востока

Название озера происходит от Темносмречинской долины, в которой оно располагается. Со словацкого название переводится как Нижнее Темносмречинское горное озеро. Ранее называлось Прибилинске-Плесо (словац. Pribylinské pleso, нем. Pibiliner See), по находящемуся юго-западнее населённому пункту Прибилина.
Площадь — 12,1 га, максимальная глубина — 37,8 м.
Озеро находится на высоте 1674 м над уровнем моря в северо восточном ответвлении Куопровы долины западной оконечности Высоких Татр. Административно относится к территории района Попрад Прешовского края. На востоке в Нижне-Темносмречинске-Плесо впадает протока из озера Вишне-Темносмречинске-Плесо, располагающегося в 350 метрах юго-восточнее. С западной стороны из озера вытекает правый приток реки Куопровски-Поток — Темносмречински-Поток, на котором в 200 метрах от Нижне-Темносмречинске-Плесо находится 30-метровый водопад Ваянского (Ваянскего).